# Caetê (Ortigueira)
Caetê é um bairro rural localizado no distrito de Barreiro, município de Ortigueira, no norte da região dos Campos Gerais, no Paraná.
O bairro está localizado cerca de 23 km do centro da cidade de Ortigueira. De acordo com o Instituto Brasileiro de Geografia e Estatística (IBGE), sua população no ano de 2010 era de aproximadamente 1 018 pessoas, a maioria agricultores.

## História
Assim como toda a região, os primeiros habitantes que chegaram aqui foram os indígenas. A atual localidade pertenceu no passado ao extinto território da República do Guairá. Na década de 1620 dezenas de jesuítas espanhóis passaram pela localidade, onde fundaram na região algumas reduções.
Por volta de 1920 foi criada pela comunidade ucraniana a Colônia Caetê, a oeste da atual sede municipal de Ortigueira. Na época pertencia ao município de Tibagi.

## Cultura
A comunidade ucraniana trouxe para a localidade sua tradição e costumes, mantendo a cultura e a religião de seus antepassados. A comunidade mantém objetos de decoração e porcelanas com desenhos específicos, bordados em tecidos, artigos e imagens religiosas, com predominância das cores preta e vermelha. Os mais velhos dançam e cantam na língua ucraniana, como na canção kolomeika. A páscoa ucraniana ainda se mantém viva, produzindo as 'pêssankas, feitos de cascas de ovos decoradas, desenhadas e pintadas a mão. A culinária é típica e preservada principalmente pelos mais idosos. O típico grande pão doce enfeitado, chamado de korovay é muito comum e sempre servido nos casamentos.
A primeira igreja do Rito Ucraniano Católico (Igreja Greco-Católica Ucraniana) foi construída na localidade em madeira em 1937. Já a segunda, em alvenaria, foi em 1980. Tem como padroeira Nossa Senhora do Perpétuo Socorro e atende cerca de 62 famílias. As crianças aprendem desde cedo as rezas em língua ucraniana, ensinadas tanto pelas famílias ou na própria catequese. A comunidade fica a 110 km da sede paroquial a qual pertence, a  Paróquia Divino Espírito, em Apucarana. A comunidade grego-católica ucraniana mantém a Casa Anunciação de Nossa Senhora, que é atendida pela Congregação das Irmãs Servas de Maria Imaculada. Já os católicos apostólicos romanos mantém diversas capelas nas redondezas, como a Capela Nossa Senhora Aparecida construída na localidade, atendida pela Paróquia São Sebastião.
A comunidade desenvolve diversas atividades festivas. A principal festa é realizada na igreja de Nossa Senhora do Perpétuo Socorro, contando com missa, almoço com comidas típicas e leilão de gado.

## Infraestrutura
A principal via de acesso a comunidade é pela Rodovia do Café (BR-376). Além de igrejas, a comunidade conta com cemitério, escola, posto de saúde e diversas propriedades agrícolas.